# Anthurium crassivenium
Anthurium crassivenium är en kallaväxtart som beskrevs av Adolf Engler. Anthurium crassivenium ingår i släktet Anthurium och familjen kallaväxter. Inga underarter finns listade.